# Arnaud de Mareuil
Ne doit pas être confondu avec Arnaut de Mareuil.
Arnaud de Mareuil, né le 27 mai 1936 à Paris et mort le 15 juin 2010 au Vigan, est un poète du XXe siècle, qui fut aussi compagnon de l'Arche de Lanza del Vasto.

## Biographie

### Famille
En 1974, il épouse Anne-Lise Philippe, jeune protestante qui s’engage à ses côtés dans l’Arche. Le couple aura trois enfants. Quittant la communauté en 2001, il s’installe au Vigan dans les Cévennes. Anne-Lise meurt un an plus tard d’une tumeur au cerveau, et Arnaud meurt le 15 juin 2010. Quelques jours auparavant, il écrivait un ultime poème, dédié à son petit-fils qui venait de naître, et dans lequel il parle de sa propre mort. Arnaud de Mareuil et son épouse reposent au cimetière du Vigan.

### Le poète

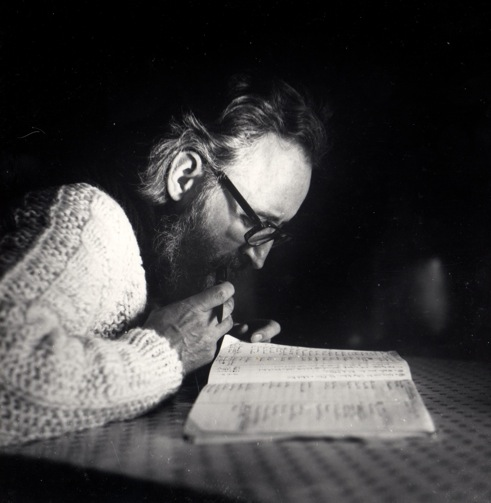
Arnaud de Mareuil.

Il grandit dans une famille de sept enfants. Il fait ses études au lycée Fénelon Sainte-Marie chez les Pères marianistes, et découvre grâce à l’un d’eux les poètes d’inspiration chrétienne tels Charles Péguy, Francis Jammes et Marie-Noël. Mais c’est son professeur de rhétorique Claude Pichois qui l’initie à la poésie de Charles Baudelaire et de Gérard de Nerval, éveillant ainsi sa vocation de poète. Les deux hommes resteront amis.
En 1952, il écrit une lettre accompagnée d’un de ses premiers poèmes à Patrice de La Tour du Pin. C’est le début d’une longue correspondance et d’une grande amitié. Il entretiendra d’autres correspondances avec plusieurs poètes célèbres: Rina Lasnier, Charles Le Quintrec, le poète-chanteur Félix Leclerc, et plus tard Claude-Henri Rocquet. Il recevra aussi les conseils avisés de celui qui fut son maître de vie et son ami vénéré, le philosophe et poète Lanza del Vasto, à qui Arnaud de Mareuil consacrera deux biographies.
Il publie son premier recueil en 1969, mais dès 1956 il collabore avec des revues telles que La Nouvelle Revue Française, ou encore Recherches et Débats du Centre catholique des Intellectuels Français. Il fait paraître en 1969 une étude sur Lanza del Vasto et deux rondeaux dans Points et Contrepoints. En 1971 il reçut le Prix Broquette-Gonin de l'Académie française.
Avec le Grand Retable de la Vie du Christ, en plusieurs volumes, Arnaud de Mareuil s’inscrit dans ce qu'il appelait « la grande pléiade des poètes chrétiens », qu’il enrichit de façon originale. Le mémoire d'une jeune étudiante en Lettres modernes l'atteste : « Les poètes ont un oui à dire ! Ils sont au service du Verbe »…

### L’homme engagé
À dix-huit ans, il rencontre au Maroc le médecin français Pierre Parodi, qui lui fait découvrir Le Pèlerinage aux sources de Lanza del Vasto. La rencontre de cet auteur, disciple chrétien de Gandhi, sera le tournant de sa vie. En 1955, il se convertit à la non-violence alors qu’il est envoyé faire la guerre en Algérie et devient objecteur de conscience. Blessé par balle, il revient en France en 1958 et s’engage comme compagnon dans la communauté de l’Arche fondée par Lanza del Vasto et alors implantée à Bollène dans le Vaucluse, puis à partir de 1965 à la Borie-Noble, dans l’Hérault.
Dans cette communauté rurale, rythmée par le travail, l’accueil et la prière, il exerce pendant trente ans le métier de boulanger puis de potier tout en continuant à écrire des poèmes. Il participe aussi à des actions non-violentes contre la torture pendant la guerre d’Algérie, soutient les paysans du Larzac, jeûne pour la paix pendant les guerres du Kosovo et du Golfe.

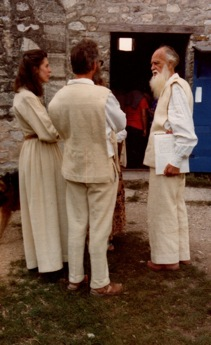
Arnaud de Mareuil (de dos) entouré de sa femme Anne-Lise et de Lanza del Vasto.

## Poésie

### Cantique du torrent
Le poète a placé sous ce titre général sept recueils lyriques écrits dans sa jeunesse et au début de sa maturité, œuvres que quelques mots s’efforcent ci-dessous de situer :
- Le Torrent et la Primevère - Fraîcheur des impressions naturelles et des premières amours.
- La Harpe des jours - Harmonie grave de la maturité naissante.
- Fugue des saisons - La mer, la terre, le temps qui passe.
- Fils d’Ève – Nostalgie des fils d’Ève exilés ici-bas, suivie des premières interpellations de la « théologie interrogative » du poète.
- Fils de l’absence - Œuvre de transition, reprenant les thèmes des précédents recueils et annonçant dans des « Images de la vie du Christ » le futur Grand Retable.
- Nous t’espérons comme le sable - La grâce de l’espérance en courtes invocations.
- La Rose de Damas - Cette célébration de la femme aimée, publiée en 1981, a été complétée en 2002 et 2005, après la mort d’Anne-Lise, par « Tombeau pour une rose de Damas », 25 poèmes déchirants qui appellent une réédition de cet ouvrage.

### Le Grand Retable
Comme dans bien des églises un grand ensemble de multiples panneaux peints surmonte l’autel, formant le plus souvent un triptyque, ce grand œuvre de poésie parcourt l'Évangile de bout en bout. Publié d’abord en trois livres, il est entouré ensuite de deux recueils, analogues aux volets latéraux peints d’un retable qui en s'ouvrant laissent apparaitre le cœur de l'œuvre.
- Grand Retable de la vie du Christ, en trois volumes:
- I - Chant du Fiancé de la terre - Enfance et début de la vie publique.
- II - Le Livre d’or du Royaume - Jésus enseignant. Les paraboles mises en chansons.
- III - Le Livre de l’Absence et du Retour - Passion, mort et résurrection.
- Le Revers de la Création - Revers, non seulement comme volet du retable, mais comme peinture des échecs et des frémissements de l’homme pécheur.
- Le Verger de la Résurrection - Composé de sonnets réguliers, c’est un des livres les plus achevés de l’auteur, dans la forme et dans la pensée.
- Grand Retable de la vie du Christ, nouvelle série - Un nouveau parcours de l’Évangile en 12 parties. On peut aimer la spontanéité des poèmes de la première série, mais ici se manifeste la maturité d’un poète parvenu à la pleine maîtrise de son chant.

### Œuvres réduites
L’éditeur a fait un choix parmi une douzaine d’élégies et plusieurs milliers de distiques pour publier ces petits volumes : 
- Cinq Élégies de la mer - Quatre aventuriers sur la mer ont la parole : Robinson Crusoé, Jonas, Paul de Tarse, Noé ; en dernier, évocation de la guerre au Proche-Orient.
- Distiques au fil des heures -  Dans le sillage de Basho, maître japonais du haïku, de brèves notations de deux vers sur tous sujets.

### Les derniers livres
- Jamais l’éternité ne lui fut monotone - "L'auteur a tenté un portrait de Dieu, autrement dit de l'Invisible. Ici le Christ n'est guère nommé… Faut-il voir là une invitation au dialogue inter-religieux?" Après avoir mené à bien le projet monumental du Grand Retable, l’auteur a poursuivi son chemin. La beauté et la profondeur de ce message spirituel font qu’on peut voir dans ce livre son chef-d’œuvre.
- Les Chansons de l’éphémère - Dernier livre publié par l’auteur, dont le répertoire s’est sans cesse étendu en conservant le lyrisme de son style et la limpidité de sa musique. Ces 700 chansons forment un grand jardin aux horizons divers, dont on grappille sans se lasser les fruits savoureux.

## Prose
Les trois ouvrages de prose publiés placent les débuts d’Arnaud de Mareuil comme disciple et collaborateur de Lanza del Vasto. Tandis que la poésie coule de source en lui, à chaque instant de sa vie pourrait-on dire, la prose lui coûte un effort, et c’est au prix d’un travail d’écriture appliqué qu’il livre un texte de haute qualité et d’intérêt soutenu pour le lecteur. Encore son mentor a-t-il activement participé à sa rédaction lorsqu’il rédige un Lanza del Vasto dans l’irremplaçable collection Poètes d’aujourd’hui des éditions Seghers. Lanza l’encourage lorsqu’Arnaud compose, dans une lignée très classique, un livre de maximes, fleuri de quelques poèmes, sur le sujet des trois vertus théologales, foi, espérance et charité : L’orée des trois vertus. À l’encouragement s’ajoute un cadeau sans prix : Lanza rédige pour accompagner les maximes d’Arnaud un bref traité des trois vertus, qui font de L’Orée des trois vertus un livre signé par l’écrivain célèbre et par le jeune auteur.
Après la mort de Lanza, Arnaud établit une biographie très complète, précise et approfondie qui justifie son titre, publiée aux éditions Dangles : Lanza del Vasto, sa vie, son œuvre, son message. La plume de son modèle y reste présente par de nombreuses citations, dont beaucoup d’inédites. Il a aussi largement contribué aux Nouvelles de l'Arche, revue de la communauté.

### Œuvres poétique

#### Recueils publiés
- Le torrent et la primevère, Points & Contrepoints, 1969
- La harpe des jours, Édition de la Grisière, 1971
- Fils d'Ève, Subervie, 1972
- Fils de l'absence, Subervie, 1974
- Le cantique de Salomon, Subervie, 1977 (repris dans "La Rose de Damas")
- Nous t'espérons comme le sable, Subervie, 1978
- La rose de Damas, Subervie, 1981
- Fugues des saisons, Subervie, 1982
- Chant du fiancé de la terre, Subervie, 1982
- Le livre d'or du royaume, Subervie, 1982
- Le livre de l'absence et du retour, Subervie, 1983
- Le revers de la création, Subervie, 1985
- Le verger de la résurrection, Édition du Lion de Judas, 1990
- Cinq élégies de la mer, Édition à hélice, 1995
- Distiques au fil des heures, Édition éolienne, 2005
- Grand retable de la vie du Christ nouvelle série, Édition du Bénévent, 2007
- Jamais l'éternité… ne lui fut monotone, Édition du Bénévent, 2008
- Chansons de l'éphémère, Édition du Bénévent, 2010
- Leçons d'étoiles, Compagnie des Amis d'Arnaud de Mareuil, le questionneur d'Éternel , 2017

#### Poèmes publiés dans des revues
- Habitants, NRF, 1956
- Habitants, A.Fayard, 1956

### Sur Lanza del Vasto
- Article sur Lanza del Vasto, Point et Contrepoints, 1969
- Lanza del Vasto, sa vie, son œuvre, son message, Édition Dangles biographie, 1998

### En collaboration avec Lanza del Vasto
- Lanza del Vasto, Poète d'aujourd'hui, Édition Seghers, 1966
- L'orée des trois vertus, Courrier du Livre, 1971

#### Contributions d'Arnaud de Mareuil à la publication des livres de Lanza del Vasto
- Les Étymologies imaginaires. Vérité, vie et vertu des mots, préface de Pierre Souyris, édition préparée par Arnaud de Mareuil, Paris, Denoël, 1985.
- David berger, théâtre inédit, préface d’Arnaud de Mareuil, Nouan-le-Fuzelier, Éditions du Lion de Juda, 1988.
- Le Viatique I : De Enfances d’une pensée à Rien qui ne soit tout (Viatique, Livres I à IX), préface d’Arnaud de Mareuil, Monaco, Le Rocher, 1991.
- Le Viatique II : Amitié d’intelligence et peines d’amour (Viatique, Livres X à XXI), préface d’Arnaud de Mareuil, Monaco, Le Rocher, 1991.
- Gilles de Rais, roman inédit, texte établi par Arnaud de Mareuil et Xavier Dandoy, Paris, Éditions Éolienne, 2001 (rédaction 1936-1937).

### Au sujet d'Arnaud de Mareuil
- Marie-Neige Roussel, Le Verbe Originel dans l’œuvre d'Arnaud de Mareuil, Mémoire de Maîtrise de Lettres Modernes, Université Toulouse Le Mirail, juin 2001
- Marie Lefebvre-Billiez, "Arnaud de Mareuil, Poète de vie" Réforme, no 3230, 27 juin 2007
- Marie Lefebvre-Billiez, "Hommage à Arnaud de Mareuil" Réforme, 21 juin 2010
- Article Nouvelles de l'Arche, Claude-Henri Rocquet, 2011
- Correspondances avec Patrice de La Tour du Pin in "Cahiers Patrice de La Tour du Pin", no 23, 2011

### Musique inspirée de poèmes d'Arnaud de Mareuil
- CD  Slam pour l'éternité Jean-Luc Gadreau, 2008
- CD Parole (Le Grand Retable De La Vie du Christ) Jean-Luc Gadreau, septembre 2012 (http://www.parole-slam.com)

## Sources
- Jean-Luc Gadreau http://www.myspace.com/jeanlucgadreau
- « MAREUIL » [vidéo], sur Dailymotion (consulté le 15 août 2020)
- http://bu.univ-angers.fr/sites/default/files/points.pdf